# Diana Falls
Die Diana Falls sind ein Wasserfall im Mount-Aspiring-Nationalpark auf der Südinsel Neuseelands. Er liegt im Lauf des Bachs The Trickle, der hinter dem Wasserfall in den Haast River mündet. Seine Fallhöhe beträgt rund 10 Meter.
Der New Zealand State Highway 6 führt 90 km hinter Wanaka zu einer Brücke über den besagten Bach, von der aus der Wasserfall, der sich infolge eines 2014 ausgelösten Erdrutsches inzwischen hinter einer armierten Erosionsschutzmatte befindet, unmittelbar einsehbar ist.